# 论钦明思
论钦明思（?—?），吐蕃赤松德赞赞普时大臣。
建中元年（780年）五月初五，唐德宗任命韦伦为太常卿。五月廿二日，派遣韦伦出使吐蕃。韦伦请求德宗亲撰盟书，与吐蕃结盟。杨炎认为德宗应该高于吐蕃赞普，请求自己同郭子仪等人撰写盟书，再由德宗批准，德宗听从。十二月初一，韦伦从吐蕃回返朝廷，吐蕃派遣论钦明思等人入朝进贡唐朝。